# Savior (canción de Iggy Azalea)
«Savior» es una canción de la rapera australiana Iggy Azalea en colaboración con el rapero estadounidense Quavo. Fue escrita por Azalea, Quavo, Verse Simmonds, Akil King, Myjah Veira, Kyle Owens, Ian Devaney, Lisa Stansfield, Andy Morris, Cirkut y el Dr. Luke, y producida por Cirkut y Manhun Glow. La canción fue lanzada a través de Island Records el 2 de febrero de 2018.

## Antecedentes y lanzamiento
La canción se escuchó por primera vez el 5 de diciembre de 2016, con un breve fragmento de la canción que se reproducía en un jet privado. Ese mismo día, se filtró una versión demo con una aparición especial de Verse Simmonds en lugar del rapero Quavo. El 9 de enero de 2018, Azalea anunció que la canción aparecería en un comercial de Super Bowl para Monster Cable. Ella dijo en una conferencia de prensa de Monster en CES 2018 que la canción sería lanzada oficialmente "alrededor del 1 de febrero". El 25 de enero reveló la carátula de la canción a través de las redes sociales, seguido por clips cortos y detrás de cámaras del video lírico de la canción. Un fragmento fue publicado un día antes de su lanzamiento, mostrando su "instrumental de temática isleña".
Explicó el significado y el propósito de la canción en un video de vista previa, diciendo: "No es un registro de que necesites que un hombre o una mujer vengan y te salven en una relación, se trata de que seas tu propio salvador y encuentres la fuerza dentro de ti para resolverlo. Es un disco realmente duro para mí haber escrito y creo que va a ser uno con el que realmente me esfuerzo también, solo porque probablemente querré llorar cada vez ". "La canción fue creada en un momento en que me sentía tan estancada y sola, pero no podía levantar el teléfono y admitir incluso a mis amigos más cercanos lo desesperada que me sentía", escribió en Twitter. "Así que espero poder conectarme con esta canción con cualquier otra persona que haya estado pasando por lo mismo".
El Dr. Luke, quien previamente se enfrentó a acusaciones de agresión sexual y abuso, originalmente fue incluido como coescritor y coproductor de la canción. Azalea declaró rápidamente a través de Twitter después de provocar algunas reacciones públicas, diciendo que los dos productores de la canción "tienen acuerdos de producción con Luke", y que ella no está afiliada con Luke ni está trabajando con él. El Dr. Luke finalmente fue eliminado de los créditos.

## Recepción crítica
Nick Mojica de XXL escribió que la canción estaba "hecha para pistas de baile con un ritmo de house inspirado en los trópicos". Rob Arcand de Spin sintió que presenta "un ritmo de house bajo y lento con Quavo en su auto más melódica y autoajustada, ya que Iggy apunta más a la destreza de composición que a la perspicacia".

## Presentaciones en vivo
En marzo de 2018, Azalea interpretó "Savior" en The Late Late Show with James Corden junto a un coro de cantantes de coro para el coro. Como Quavo no interpretó la canción con ella, Azalea interpretó sus partes de la canción junto a sus cantantes de respaldo.

## Video musical
El video musical de «Savior» fue dirigido por Colin Tilley y fue lanzado el 1 de marzo de 2018. Se lleva a cabo dentro de una iglesia de neón y presenta una gran cantidad de imágenes religiosas, simbolismos como halos de neón y cruces, rosas ardientes y una escena de Azalea siendo bautizada.
Al final del video la contraparte demoníaca, malvada y seductora de Azalea, Devil termina ahogando la contraparte inocente y tierna Angel de Azalea, que había sido bautizada.

## Posicionamiento en listas
| Listado (2018)                                            | Mejor posición |
| --------------------------------------------------------- | -------------- |
| Australia Australia Urban (ARIA)                          | 29             |
| Australia Australian Artist Singles (ARIA)                | 17             |
| Bélgica (Valonia) (Ultratip Bubbling Under)               | 9              |
| Canadá Canadian Hot Digital Songs (Billboard)             | 32             |
| Francia (SNEP)                                            | 161            |
| Nueva Zelanda Heatseekers (RMNZ)                          | 8              |
| Escocia (Scottish Singles Sales Chart)                    | 91             |
| Estados Unidos Bubbling Under Hot 100 Singles (Billboard) | 7              |
| Estados Unidos Digital Songs (Billboard)                  | 20             |

## Historial de lanzamiento
| Región         | Fecha                | Formato                     | Discográfica                    | Ref.   |
| -------------- | -------------------- | --------------------------- | ------------------------------- | ------ |
| Varios         | 2 de febrero de 2018 | Descarga digital            | Island Records                  | [ 30 ] |
| Estados Unidos | 6 de febrero de 2018 | Rhythmic contemporary radio | Island Records Republic Records | [ 31 ] |